# They Don't Know
They Don't Know é o sétimo álbum de estúdio do cantor norte-americano Jason Aldean, lançado a 9 de setembro de 2016 através da Macon Music e Broken Bow Records. O disco estreou na primeira posição da tabela musical Billboard 200, dos Estados Unidos, com 138 mil unidades vendidas na semana de estreia.

## Desempenho nas tabelas musicais

### Posições
| Tabela musical (2016)                         | Melhor posição |
| --------------------------------------------- | -------------- |
| Austrália - ARIA Albums Chart                 | 5              |
| Canadá - Canadian Albums                      | 2              |
| Escócia - Scottish Albums Chart               | 55             |
| Estados Unidos - Billboard 200                | 1              |
| Estados Unidos - Billboard Country Albums     | 1              |
| Estados Unidos - Billboard Independent Albums | 1              |
| Nova Zelândia - Heatseekers Albums            | 4              |